# 廣東圓玄道觀

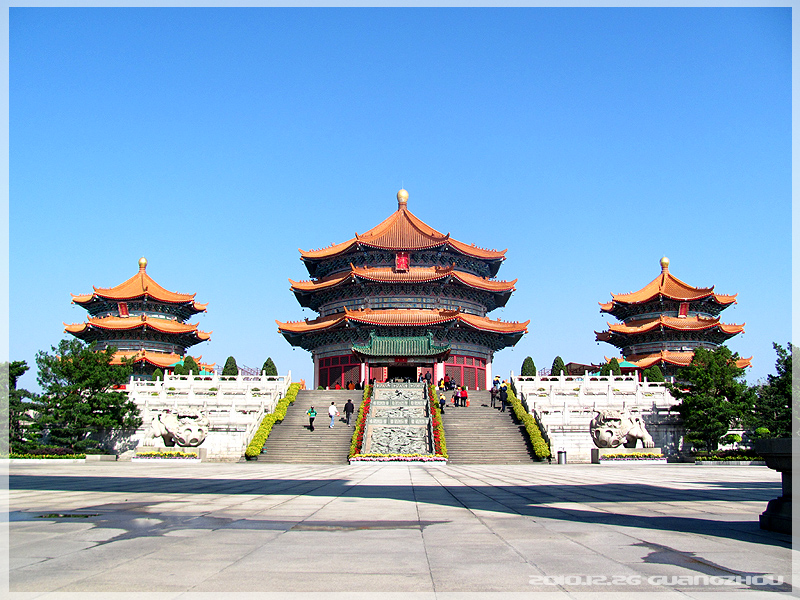
广东圆玄道观

廣東圓玄道觀位于中国广东省广州市花都区迎宾大道西，是香港圓玄學院出资兴建的道观，为非牟利慈善機構。
圆玄道观于1998年建成开放，2007年入选为花都区“新八景”；2013年被评为国家4A级旅游景区，但在2024年主动申请撤销旅游等级评定。

## 建筑
- 大門：七個入口的中國式牌樓，中央橫匾有：「圓玄道觀」、右橫匾有：「示芳之門」、左橫匾有：「示林之門」；正對聯為：「圓環秀水名山千里暢廣衛萬流齊共仰；玄歷珠江羊石一方名勝概眾妙齊俯」、副對聯為：「道；教」
- 三清殿：以模仿北京的天壇之建築物，供奉玉清、上清及太清的雕像。
- 凌宵寶殿：供奉關羽的雕像，農曆六月廿四為寶誕。
- 純陽寶殿：供奉呂洞賓的雕像，農曆四月十四為寶誕。
- 功德樓：三層樓的中西合璧建築物，作供奉先人的地方，每年的盂蘭節舉行大型法會。
- 鐘樓：中國式建築物，早上栲響晨鐘。
- 鼓樓：中國式建築物，黃昏打響暮鼓。
- 元辰寶殿：又稱：「六十甲子殿」，供奉六十甲子的雕像，即太歲。該殿的門外，建築有模仿北京的圓明園之十二生肖噴泉。
- 財神金殿供奉「武財神」趙公明元帥，殿內金碧輝煌，雕梁畫棵，設計方正穩重，築於花崗岩基座之上，殿內兩側神龕內供奉三百二十八尊琉璃財神，寓意財富堆積如山，可供信眾認捐供奉。趙公明，本名朗，亦稱玄朗，字公明，又稱趙玄壇，民間傳其掌管招寶天尊、納珍天尊、招財使者和利市仙官等四神，統管人世間一切金銀財寶，遂認其為財神。
- 四寶廳：展出文房四寶、樂器、易學道具、詩書、琴、畫、醫療、占卜、星像等物件。
- 雅石館：對聯：「納山川毓秀；藏亙古神工」。展覽天然奇石。
- 觀音殿：供奉觀音的雕像。
- 黃大仙殿：供奉黃大仙、文昌帝君及太乙真人的雕像。
- 三尼藏經閣：珍藏儒家思想、佛教及道教的書籍。
- 中華民族館：展出約1,000件來自中國各地的民族服裝。
- 農稼莊：以圖片及模型展出中國歷代的農業情況。
- 素食館：售賣素食的兩層中國式餐廳。

## 外部連結
- 香港圓玄學院 （页面存档备份，存于）
- 维基共享资源上的相關多媒體資源：廣東圓玄道觀